# Флорес, Абрахам
А́брахам Фло́рес Крус (исп. Abraham Flores Cruz; род. 14 июля 2002, Тихуана, Нижняя Калифорния) — мексиканский футболист, защитник клуба «Дорадос де Синалоа».

## Клубная карьера
Флорес — воспитанник клуба «Тихуана». 7 августа 2022 года в матче против «Толуки» он дебютировал в мексиканской Примере. В начале 2024 года Абрахам на правах аренды перешёл в «Дорадос де Синалоа». 12 января в матче против «Тепатитлана» он дебютировал в Лиге де Экспресиьон. По окончании аренды клуб выкупил трансфер игрока.

## Международная карьера
В 2019 году в составе юношеской сборной Мексики Флорес выиграл юношеский чемпионата Северной Америки в США. На турнире он сыграл в матчах против команд Бермуд и Гаити.
В том же году Флорес принял участие в юношеском чемпионате мира в Бразилии. На турнире он сыграл в матчах против команд Соломоновых Островов и Японии.

## Достижения
Международные
 Мексика (до 17)
- Победитель юношеского кубка КОНКАКАФ — 2019